# RAP1A
RAP1A‏ (RAP1A, member of RAS oncogene family) هوَ بروتين يُشَفر بواسطة جين RAP1A في الإنسان.

## تفاعلات
وجد أنه يتفاعل مع:
- C-Raf[2][3][4][5]
- MLLT4[6]
- PDE6D[7][8]
- RALGDS[6][9]
- RAPGEF2[10]
- TSC2[11][12]